# Kieszków
Kieszków est une localité polonaise de la gmina de Węgliniec, située dans le powiat de Zgorzelec en voïvodie de Basse-Silésie.